# Cissus nodosa
Cissus nodosa là một loài thực vật hai lá mầm trong họ Nho. Loài này được Blume miêu tả khoa học đầu tiên năm 1823.